# San Florido
Florido, o Florenzo (Tifernum Tiberinum, 520 – Pieve de' Saddi, 599), è stato un vescovo italiano, venerato come santo dalla Chiesa cattolica; è patrono di Città di Castello e della diocesi di Città di Castello.

## Agiografia
Le poche notizie storicamente attendibili sulla sua vita, si ricavano dai Dialoghi di Gregorio Magno (3, 35). Il testo agiografico che ne narra la vita è la Vita Sancti Floridi, scritto dell'XI secolo, compilato da un diacono aretino di nome Arnolfo.
Florido nacque a Tifernum Tiberinum (l'attuale Città di Castello), dove entrò nell'ordine dei diaconi. Verso la metà del VI secolo, recatosi a Perugia, fu ordinato sacerdote da Ercolano, vescovo della città. Secondo la leggenda agiografica, qualche giorno dopo, inviato dal vescovo perugino a Todi, giunto nei pressi di Pantalla, avrebbe operato il suo "primo miracolo".
Nel 580 papa Pelagio II lo sceglie come vescovo di Città di Castello. A lui si attribuisce la ricostruzione della città dopo la distruzione operata da Totila; secondo alcuni studiosi avrebbe ricostruito solo la cattedrale.

## Culto
Dal Martirologio Romano al 13 novembre: "A Città di Castello in Umbria, commemorazione dei santi Fiorenzo, vescovo, del quale il papa san Gregorio Magno attesta la retta dottrina e santità di vita, e Amanzio, suo sacerdote, pieno di carità per gli ammalati e di ogni virtù."